# Mesochorus filicornis
Mesochorus filicornis är en stekelart som beskrevs av Dasch 1974. Mesochorus filicornis ingår i släktet Mesochorus och familjen brokparasitsteklar. Inga underarter finns listade i Catalogue of Life.